# Црква Светог архангела Михаила у Илоку
Црква Светог архангелa Михаилa у Илоку, припада сријемском владичанству Српске православне цркве.

## Историја
У Илок је 2. јануара 1733. дошао митрополитски егзарх Стеван Стојковић да визитира парохијску цркву Св. архангела Михаила. Он је митрополиту Вићентију Јовановићу поднио службени извјештај из којега дознајемо да је православна црква била грађена од камена. Умјесто зиданог свода имала је строп од дасака. Црквени је кров био покривен шиндром (храстовим дашчицама), али је већ пропуштао кишу. Крстионица, умиваоница и олтар су били од камена. Цркву је освештао Софроније Подгоричанин. На иконостасу су биле двије велике иконе, Исуса и Богородице. Апостоли су били насликани на дрвету, а на зидовима цркве је било још 16 икона. На часној трпези је била плаштаница од свиле, а друга од бијелога беза. Све црквене књиге су биле штампане у Москви. Црквом је управљао поп Антоније Андрејевић, рођени Илочанин. Учио је код јеромонаха Стевана у Раваници, али је био слабо учен. Тада је Андрејевић имао 36 година и једну кћер.
Илок је 1732. имао 55 православних кућа. Службени извјештај од године 1756. каже да у Илоку постоји само 40 православних кућа. Тада је свјештеник био Марко Павловић, Пана Радуловић је био епитроп, Ђорђе Димић црквени син, а ешкут Антоније Тамбурић. Тада је Илоком управљао кнез Мата Трошић (шокац - римокатолик), а тада још није било школе и учитеља. По службеном извјештају из 1766, у Илоку је било 67 православних кућа, а црквом је од 6. априла 1762. управљао свјештеник Станко Илинић. 1791. биле су 82 православне куће са 375 житеља, а поп је имао годишњи приход од 140 форинти. У доба владавине цара Јосифа II (1780.-1790) постојала је у Илоку православна народна школа у којој је дјецу подучавао учитељ Ђорђе Живковић. Нова црква је грађена 1802. године.
Ту цркву су срушиле усташе почетком фебруара 1942. Уред за рушење православних храмова је ангажовао подузетнике, зидаре, из Загреба Ивана Ковачића и Јосипа Краља да организују рушење цркве. Са собом су понијели акт о рушењу, издатом од Уреда за рушење православних храмова. Након што су акт показали мјесним властима и од њих су добили допуштњење. Након рушења, продавали су грађевински материјл рушевине, а ствари из цркве утоварали на жељезницу. Цркву су рушили надничари. Надничаре су плаћали од продатог материјала срушене цркве. Рушење је трајало два мјесеца. Матија Лазић из Илока је куповао цигле и грађу. Уже од звона је купио Жељко Јарабек, за пет литара вина. Прије рушења, цркву је усликао Јосип Ханц старији, по наређењу опћинског биљежника. Плаћено му је тако што је добио 100 цигала од порушене цркве. Предмети из цркве су прво били склоњени у једну кућу, па су их у сандуцима колима превези до жељезничке станице у Шиду. Остао је у Илоку само полијелеј (црквени лустер), који је полупан и избачен у двориште. Плех, којим је био покривен торањ, је одвежен. Усташки стан у Илоку нити ико од Илочана није покушао спријечити рушење цркве. До окупације у Илоку је било 580 православних Срба.
Градња новог храма, на истом мјесту, је почела 1993, уз неколико прекида у градњи. Храм је обновљен по узору на стари (по доступним фотографијама и документацији). Владика сријемски Василије Вадић је у Питсбургу, код предратног архијерејског намјесника илочког Радована Миљковића, пронашао фотографије старог храма, који су послужили при градњи нове цркве. Градња је приведена крају захваљујући труду протојереја Зорана Јагодића, пароха и у Шиду и Илоку. Храм је освештао 1. октобра 2017. владика сријемски Василије, а том приликом је одликовао најзаслужније за градњу цркве. Овај храм служи вјерским потребама 394 православних вјерника (од 439 Срба, по попису из 2011) из Илока, Бапске, Мохова и Шаренграда.